# Tour de France 2008/20. Etappe
Die 20. Etappe der Tour de France 2008 am 26. Juli war ein 53 Kilometer langes Einzelzeitfahren und verlief von Cérilly nach Saint-Amand-Montrond durch die Departements Allier und Cher.
Das Profil der Etappe war weitgehend flach mit einer kleinen Steigung und einer leichten Abfahrt am Ende. Der Letztplatzierte Bernhard Eisel eröffnete das Rennen. Leif Hoste erreichte die erste Zeit, die etwas länger Bestand hatte, bevor sie von Sébastien Rosseler und direkt danach von Danny Pate unterboten wurde. Als nächster übernahm Sebastian Lang die Führung, kurz darauf David Millar und schließlich der Favorit Fabian Cancellara. Stefan Schumacher unterbot aber auch diese Zeit, die danach nicht mehr erreicht wurde, und gewann damit auch das zweite Zeitfahren der Tour 2008. Danach begann der Kampf um das Gelbe Trikot. Cadel Evans bemühte sich zunächst, Bernhard Kohl in der Gesamtwertung hinter sich zu lassen, dem er im Ziel aber nur wenige Sekunden abnehmen konnte. Bei den Zwischenzeiten und im Ziel erreichten Christian Vande Velde, Denis Menschow und Kim Kirchen bessere Zeiten als Evans. Dieser schaffte es auch nicht, seinen Rückstand auf den stark fahrenden Carlos Sastre aufzuholen und konnte ihm nur 29 Sekunden abnehmen. Dadurch hatte Sastre im Ziel immer noch über eine Minute Vorsprung auf Evans in der Gesamtwertung, wodurch er sein Gelbes Trikot sichern konnte. Kohl konnte hinter Evans seinen dritten Platz in der Gesamtwertung verteidigen. Fränk Schleck fiel vom zweiten auf den sechsten Platz zurück. Das Ziel in St-Amand-Montrond wurde auf einer 470 Meter langen und 6,5 Meter breiten Zielgeraden erreicht.

## Zwischenzeiten
- 1. Zwischenzeitmesspunkt in Rond-Bernard (Kilometer 18) (280 m ü. NN)

| Erster   | Fabian Cancellara     | 21:30 min  |
| Erster   | Stefan Schumacher     | 21:30 min  |
| Dritter  | Denis Menschow        | + 0:22 min |
| Vierter  | Kim Kirchen           | + 0:24 min |
| Fünfter  | Christian Vande Velde | + 0:28 min |
| Sechster | Bernhard Kohl         | + 0:34 min |
| Siebter  | Cadel Evans           | + 0:38 min |
| Siebter  | Sylvain Chavanel      | + 0:41 min |
| Neunter  | David Millar          | + 0:43 min |
| Zehnter  | Carlos Sastre         | + 0:46 min |

- 2. Zwischenzeitmesspunkt in Charenton-du-Cher (Kilometer 36) (174 m ü. NN)

| Erster   | Fabian Cancellara     | 42:38 min  |
| Zweiter  | Stefan Schumacher     | + 0:12 min |
| Dritter  | Kim Kirchen           | + 0:57 min |
| Dritter  | Christian Vande Velde | + 0:57 min |
| Fünfter  | David Millar          | + 1:03 min |
| Sechster | Denis Menschow        | + 1:08 min |
| Siebter  | Cadel Evans           | + 1:30 min |
| Achter   | Bernhard Kohl         | + 1:33 min |
| Neunter  | Sebastian Lang        | + 1:34 min |
| Zehnter  | Thomas Lövkvist       | + 1:38 min |

- 3. Zwischenzeitmesspunkt in Les Piots Doux (Kilometer 47,5) (m ü. NN)

| Erster   | Stefan Schumacher     | 58:12 min  |
| Zweiter  | Fabian Cancellara     | + 0:14 min |
| Dritter  | Kim Kirchen           | + 0:56 min |
| Vierter  | Christian Vande Velde | + 1:06 min |
| Fünfter  | David Millar          | + 1:24 min |
| Sechster | Denis Menschow        | + 1:38 min |
| Siebter  | Cadel Evans           | + 1:52 min |
| Achter   | Sebastian Lang        | + 2:00 min |
| Neunter  | Bernhard Kohl         | + 2:07 min |
| Zehnter  | George Hincapie       | + 2:08 min |

## Sprintwertung
- Ziel in Saint-Amand-Montrond (Kilometer 53) (159 m ü. NN)

| Erster   | Stefan Schumacher     | 15 Pkt. |
| Zweiter  | Fabian Cancellara     | 12 Pkt. |
| Dritter  | Kim Kirchen           | 10 Pkt. |
| Vierter  | Christian Vande Velde | 8 Pkt.  |
| Fünfter  | David Millar          | 6 Pkt.  |
| Sechster | Denis Menschow        | 5 Pkt.  |
| Siebter  | Cadel Evans           | 4 Pkt.  |
| Achter   | Sebastian Lang        | 3 Pkt.  |
| Neunter  | Bernhard Kohl         | 2 Pkt.  |
| Zehnter  | George Hincapie       | 1 Pkt.  |